# Rhododendron trichanthum
Rhododendron trichanthum är en ljungväxtart som beskrevs av Alfred Rehder. Rhododendron trichanthum ingår i släktet rododendron, och familjen ljungväxter. Inga underarter finns listade i Catalogue of Life.